# Tomahawk (Wisconsin)
Tomahawk es una ciudad situada en el condado de Lincoln, Wisconsin, Estados Unidos. Tiene una población estimada, a mediados de 2024, de 3390 habitantes.

## Geografía
La localidad está ubicada en las coordenadas 45°28′44″N 89°42′42″O / 45.47889, -89.71167. Según la Oficina del Censo, tiene una superficie total de 24.5 km², de los cuales 20.3 km² corresponden a tierra firme y 4.2 km² están cubiertos de agua.

## Demografía
Según el censo de 2020, en ese momento había 3441 personas residiendo en la localidad. La densidad de población era de 169.5 hab./km². El 93.7% de los habitantes eran blancos, el 0.2% eran afroamericanos, el 0.7% eran amerindios, el 0.5% eran asiáticos, el 0.8% eran de otras razas y el 4.1% eran de una mezcla de razas. Del total de la población el 2.3% eran hispanos o latinos de cualquier raza.